# Kuhlia marginata
Kuhlia marginata és una espècie de peix pertanyent a la família Kuhliidae.

## Descripció
- Pot arribar a fer 17,9 cm de llargària màxima.
- 10 espines i 10-12 radis tous a l'aleta dorsal i 3 espines i 11-12 radis tous a l'anal.
- És platejat amb la base de l'aleta caudal amb petites taques negroses.[3][4]

## Hàbitat
És un peix d'aigua dolça i salabrosa; catàdrom; demersal i de clima tropical (32°N-28°S).

## Distribució geogràfica
Es troba des de Taiwan, les illes Filipines i Indonèsia fins a diverses illes del Pacífic.

## Observacions
És inofensiu per als humans.